# Elizeu Zaleski dos Santos
Elizeu Zaleski dos Santos (Francisco Beltrão, 12 novembre 1986) è un artista marziale misto brasiliano.
Combatte nella divisione dei pesi welter per l'organizzazione statunitense UFC. In passato ha militato anche nella promozione Jungle Fight, dove è stato campione di categoria nel 2014.

## Caratteristiche tecniche
Noto per lo stile di combattimento spettacolare, Zaleski è un lottatore che predilige le fasi in piedi, essendo dotato di discrete abilità nello striking e potenza di braccia.

## Carriera nelle arti marziali miste

### Ultimate Fighting Championship
Zaleski compì il suo debutto in UFC il 30 maggio 2015 a UFC Fight Night 67 contro il danese Nicolas Dalby. Malgrado la sua superiorità nelle fasi in piedi, Zaleski venne sconfitto tramite decisione non unanime dei giudici dopo aver subito sei takedown da parte dell'avversario.
Il secondo match di Zaleski lo vide opposto al russo ed esperto di sambo Omari Akhmedov, il 16 aprile 2016 a UFC on Fox 19. Il ventinovenne brasiliano riuscì a sconfiggere l'avversario tramite KO tecnico a metà della terza ripresa, grazie a una combinazione di ginocchiate e pugni, ottenendo tra l'altro anche il premio Fight of the Night.
Zaleski tornò nell'ottagono sei mesi dopo a UFC Fight Night 96 per affrontare il grappler giapponese Keita Nakamura. Dopo tre riprese fu il brasiliano a trionfare, via decisione unanime.
Per il suo secondo match dell'anno sfidò invece l'ex campione Bellator Lyman Good a UFC on Fox 25, aggiudicandosi la contesa tramite decisione non unanime dei giudici. La prestazione offerta gli consentì di ricevere il suo secondo premio Fight of the Night.
Il 28 ottobre seguente, a UFC Fight Night 119, arrivò invece il turno dello statunitense Max Griffin, sconfitto tramite decisione unanime in un accesso duello che valse al brasiliano il suo terzo riconoscimento Fight of the Night.
Per la sua prossima sfida avrebbe dovuto vedersela con Jack Marshman, il 17 marzo 2018 a UFC Fight Night 127, ma fu costretto a ritirarsi dall'evento a causa di un infortunio al ginocchio.

## Risultati nelle arti marziali miste
| Risultato | Record | Avversario       | Metodo                           | Evento                                | Data              | Round | Tempo | Città                    | Note               |
| --------- | ------ | ---------------- | -------------------------------- | ------------------------------------- | ----------------- | ----- | ----- | ------------------------ | ------------------ |
| Vittoria  | 23-7   | Benoît St. Denis | Decisione (unanime)              | UFC 267: Błachowicz vs. Teixeira      | 30 ottobre 2021   | 3     | 5:00  | Abu Dhabi, Emirati Arabi |                    |
| Sconfitta | 22-7   | Muslim Salikhov  | Decisione (non unanime)          | UFC 251: Usman vs. Masvidal           | 12 luglio 2020    | 3     | 5:00  | Abu Dhabi, Emirati Arabi |                    |
| Vittoria  | 22-6   | Alexey Kunchenko | Decisione (unanime)              | UFC Fight Night: Lee vs. Oliveira     | 14 marzo 2020     | 3     | 5:00  | Brasilia, Brasile        |                    |
| Sconfitta | 21-6   | Li Jingliang     | KO tecnico (pugni)               | UFC Fight Night: Andrade vs. Zhang    | 31 agosto 2019    | 3     | 4:51  | Shenzhen, Cina           |                    |
| Vittoria  | 21-5   | Curtis Millender | Sottomissione (rear-naked choke) | UFC Fight Night: Lewis vs. dos Santos | 9 marzo 2019      | 1     | 2:36  | Wichita, Stati Uniti     |                    |
| Vittoria  | 20-5   | Luigi Vendramini | KO (ginocchiata volante e pugni) | UFC Fight Night: Santos vs. Anders    | 22 settembre 2018 | 2     | 1:20  | San Paolo, Brasile       |                    |
| Vittoria  | 19-5   | Sean Strickland  | KO (calcio a giro e pugni)       | UFC 224: Nunes vs. Pennington         | 12 maggio 2018    | 1     | 3:40  | Rio de Janeiro, Brasile  |                    |
| Vittoria  | 18-5   | Max Griffin      | Decisione (unanime)              | UFC Fight Night: Brunson vs. Machida  | 28 ottobre 2017   | 3     | 5:00  | San Paolo, Brasile       | Fight of the Night |
| Vittoria  | 17-5   | Lyman Good       | Decisione (non unanime)          | UFC on Fox: Weidman vs. Gastelum      | 22 luglio 2017    | 3     | 5:00  | New York, Stati Uniti    | Fight of the Night |
| Vittoria  | 16-5   | Keita Nakamura   | Decisione (unanime)              | UFC Fight Night: Lineker vs. Dodson   | 1º ottobre 2016   | 3     | 5:00  | Portland, Stati Uniti    |                    |
| Vittoria  | 15-5   | Omari Akhmedov   | KO tecnico (ginocchiate e pugni) | UFC on Fox: Teixeira vs. Evans        | 16 aprile 2016    | 3     | 3:03  | Tampa, Stati Uniti       | Fight of the Night |
| Sconfitta | 14-5   | Nicolas Dalby    | Decisione (non unanime)          | UFC Fight Night: Condit vs. Alves     | 30 maggio 2015    | 3     | 5:00  | Goiânia, Brasile         |                    |